# FM 이시카와

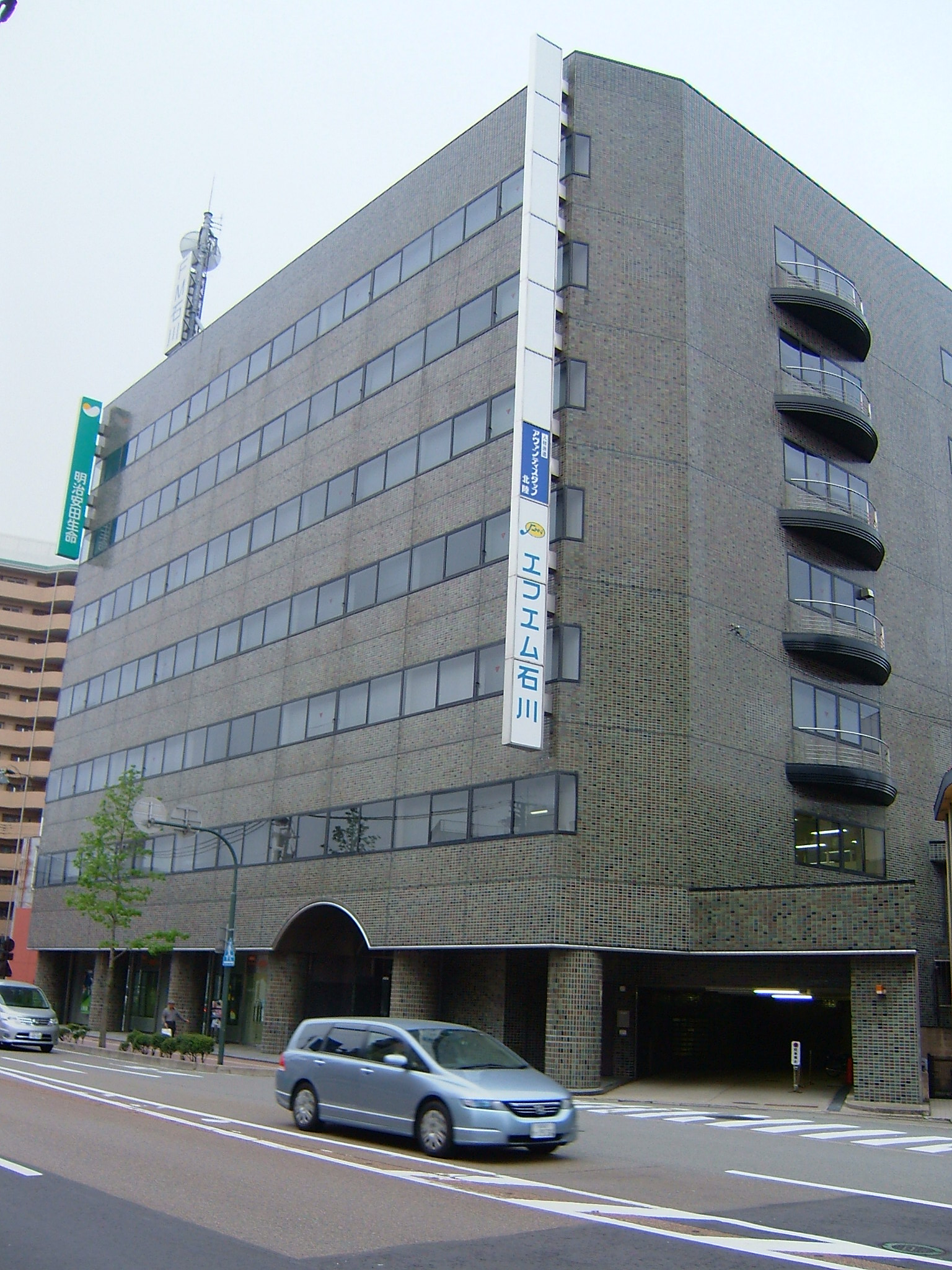
FM 이시카와

FM이시카와는 일본의 FM라디오 방송국으로 1990년 4월 1일 개국했으며 이시카와현에서 방송을 실시하고 있다.
JFN에 가맹했으며 애칭은 HELLO FIVE, 콜사인은 JOHV-FM이다.

## 연혁
- 1989년 8월 1일 회사 설립
- 1990년 4월 1일 개국
- 1995년 4월 1일 FM 문자다중방송 개시
- 2014년 3월 31일 FM 문자다중방송 종료

## 주파수
- 가나자와 방송국:80.5MHz(출력:1kW)
- 나나오 중계국:78.4MHz(출력:100W)
- 하쿠이 중계국:85.5MHz(출력:100W)
- 와지마 중계국:89.9MHz(출력:100W)
- 스즈 중계국:81.9MHz(출력:100W)

## 보충서술
- 1979년 5월 16일 에히메현, 나가사키현, 이시카와현에 FM 방송 주파수가 할당되었고 이에 에히메와 나가사키에서는 FM 방송국 설립이 순조롭게 진행되었으나 이시카와 현은 지역신문인 호쿠호쿠 신문과 호쿠리쿠 주니치 신문의 주도권 다툼으로 인해 개국이 늦어졌다.

## 이시카와현에 있는 다른 텔레비전·라디오 방송국
- NHK 가나자와 방송국
- TV 가나자와(KTK)(니혼 TV 계열)
- 호쿠리쿠 아사히 방송(HAB)(TV 아사히 계열)
- 호쿠리쿠 방송(MRO)(TV는 도쿄 방송 계열, 라디오는 JRN·NRN 계열)
- 이시카와 TV(ITC)(후지 TV 계열)